# 15 juin 1914
Le 15 juin 1914 est le 166e jour de l'année 1914 du calendrier grégorien. Il s'agit d'un lundi.

## Événements
- Jack Dillon devient champion du monde des mi-lourds en battant Bob Moha. Il cède son titre le 24 octobre 1916 face à Battling Levinsky[1].

## Naissances
- Iouri Andropov, homme politique soviétique
- Ladislav Troják, joueur slovaque de hockey sur glace
- Saul Steinberg, artiste américain, dessinateur de presse
- Terence Otway, officier britannique